# دیوید پراوس
دیوید پراوس (انگلیسی: David Prowse؛ زادهٔ ۱۹۳۵ _ درگذشته ٢٨ نوامبر ٢٠٢٠) بدنساز، وزنه بردار و هنرپیشه اهل کشور بریتانیا بود .

## قسمتی از فیلمشناسی
- جنگ ستارگان
- پرتقال کوکی
- امپراتوری ضربه می‌زند
- بازگشت جدای
- کازینو رویال
- گیک
- سیرک خون‌آشام